# Syrnola lurida
Syrnola lurida är en snäckart som först beskrevs av Suter 1908.  Syrnola lurida ingår i släktet Syrnola och familjen Pyramidellidae. Inga underarter finns listade i Catalogue of Life.